# Holómetro

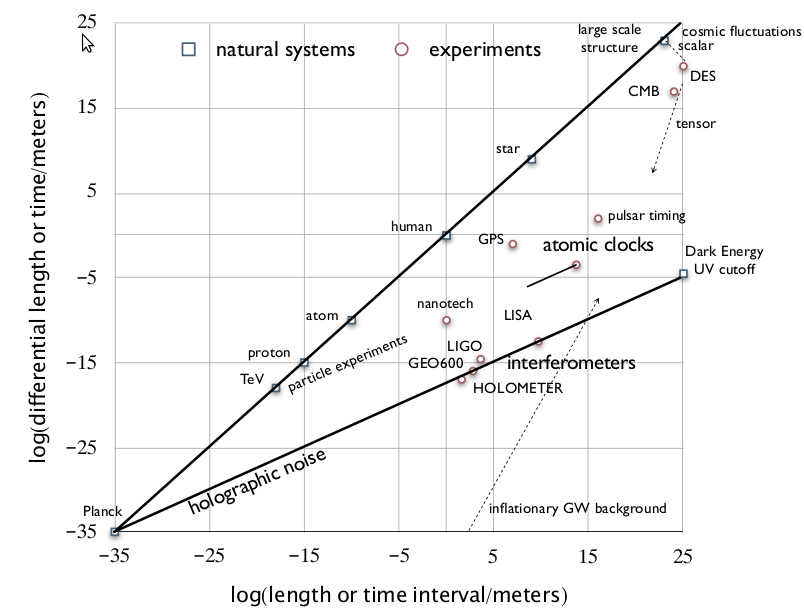
La sensibilidad a las fluctuaciones en el espacio y el tiempo de varios experimentos. El eje horizontal es el registro del tamaño del aparato (o duración multiplicada por la velocidad de la luz), en metros; el eje vertical es el logaritmo de la media cuadrática de la amplitud de fluctuación en las mismas unidades.

El Holómetro del Fermilab en Illinois está destinado a ser el interferómetro láser más sensible del mundo, superando la sensibilidad de los sistemas GEO600 y LIGO, y teóricamente capaz de detectar fluctuaciones holográficas en el espacio-tiempo.
Según el director del proyecto, el Holómetro debería ser capaz de detectar fluctuaciones de la luz de un solo attómetro, cumpliendo o superando la sensibilidad requerida para detectar las unidades más pequeñas del universo, llamadas unidades de Planck. Fermilab afirma: «Todo el mundo está familiarizado en estos días con las imágenes borrosas y pixeladas, o la transmisión de sonido ruidoso, asociado con un ancho de banda deficiente de Internet. El Holómetro busca detectar la borrosidad o el ruido equivalente en la realidad misma, asociado con el límite de frecuencia máximo impuesto por la naturaleza».
Craig Hogan, astrofísico de partículas en el Fermilab, dice sobre el experimento: «Lo que estamos buscando es cuando los láseres se descoordinan entre sí. Estamos tratando de detectar la unidad más pequeña del universo. Esto es realmente muy divertido, una especie de experimento de física pasado de moda en el que no sabes cuál será el resultado».
El físico experimental Hartmut Grote, del Instituto Max Planck en Alemania, afirma que, aunque se muestra escéptico de que el aparato pueda detectar con éxito las fluctuaciones holográficas, si el experimento tiene éxito «tendría un impacto muy fuerte en una de las cuestiones más abiertas de la física fundamental. Sería la primera prueba de que el espacio-tiempo, el tejido del universo, está cuantizado.»
El Holómetro comenzó, en 2014, a recopilar datos que ayudarán a determinar si el universo se ajusta al principio holográfico. La hipótesis de que el ruido holográfico puede observarse de esta manera ha sido criticada con el argumento de que el marco teórico utilizado para derivar el ruido viola la invariancia de Lorentz. Sin embargo, la violación de la invariancia de Lorentz está fuertemente restringida, un tema que se ha abordado de manera muy insatisfactoria en el tratamiento matemático.
El Holómetro de Fermilab también ha encontrado otros usos, además del estudio de las fluctuaciones holográficas del espacio-tiempo. Ha mostrado restricciones sobre la existencia de ondas gravitacionales de alta frecuencia y agujeros negros primordiales.

## Descripción experimental
El Holómetro constará de dos interferómetros de Michelson de potencia reciclada de 39 metros de longitud de brazo, similares a los instrumentos de LIGO. Los interferómetros podrán funcionar en dos configuraciones espaciales, denominadas «anidada» (nested) y «sucesiva» (back-to-back). De acuerdo con la hipótesis de Hogan, en la configuración anidada, los divisores de haz de los interferómetros deberían dar la impresión de desviarse ambos en consonancia (es decir, la desviación debería estar correlacionada); a la inversa, en la configuración sucesiva, cualquier desviación de los divisores de haz no debería estar correlacionada. La presencia o ausencia del efecto de desviación correlacionada en cada configuración se puede determinar mediante la correlación cruzada de las salidas de los interferómetros.
El experimento comenzó con un año de recopilación de datos en agosto de 2014. Un artículo sobre el proyecto titulado Now Broadcasting in Planck Definition por Craig Hogan termina con la declaración «No sabemos qué encontraremos».
Un nuevo resultado del experimento publicado el 3 de diciembre de 2015, después de un año de recopilación de datos, ha descartado la teoría de Hogan de un universo pixelado con un alto grado de significación estadística (4,6 sigma). El estudio encontró que el espacio-tiempo no se cuantiza en la escala que se ha medido.